# Hart Francis Smith
Hart Francis Smith, III (11 de agosto de 1962) é um matemático estadunidense, especialista em análise matemática.

## Formação e carreira
Hart F. Smith III obteve um A.B. em matemática em 1984 na Universidade da Califórnia em Berkeley e um Ph.D. em janeiro de 1989 na Universidade de Princeton, orientado por Elias Stein, com a tese The subelliptic oblique derivative problem. Smith foi em 1988–1991 C.L.E. Moore instructor no Instituto de Tecnologia de Massachusetts (MIT) e no outono-inverno 1991–1992 Visiting Fellow na Universidade de Princeton. Foi apontado na Universidade de Washington em 1991 professor assistente, em 1995 professor associado, e em 1999 full professor, onde permanece na atualidade.
Foi palestrante convidado do Congresso Internacional de Matemáticos em Berlim (1998: Wave Equations with Low Regularity Coefficients).